# Cừu đuôi béo

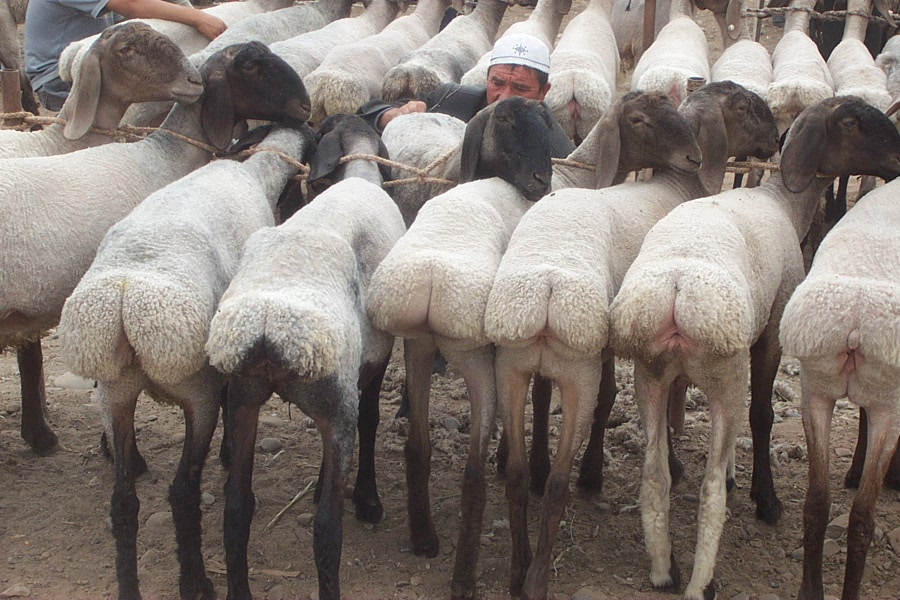
Những con cừu đuôi béo

Cừu đuôi béo hay cừu béo đuôi, cừu mỡ đuôi (Fat-tailed sheep) là một nhóm chung gồm các giống cừu nhà được biết đến với cái đuôi lớn đặc biệt của chúng và phần thân sau và tích trữ mở ở trong đó, các giống cừu mỡ đuôi chiếm khoảng 25% tổng số đàn cừu trên thế giới và thường được tìm thấy trong các phần phía bắc của châu Phi, Trung Đông, Pakistan, Afghanistan, Iran, Bắc Ấn Độ, Tây Trung Quốc, Somalia và Trung Á. 

## Tổng quan

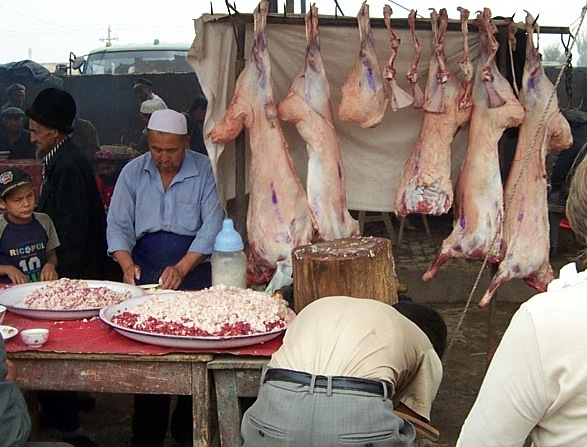
Thịt cừu đuôi béo (cừu len Tân Cương) đang bày bán ở Trung Quốc

Kỷ lục đầu tiên của nhiều con cừu này được tìm thấy trong vùng Uruk cổ đại (3000 TCN) và Ur (2400 BC) trên tàu đá và tranh khảm. Một tài liệu khác sớm được tìm thấy trong Kinh Thánh (Leviticus 3: 9), nơi một sự dâng hiến tế được mô tả trong đó bao gồm các con cừu có cai đuôi mập mạp. Cừu được nuôi đặc biệt cho chất lượng độc đáo của các chất béo được dự trữ trong khu vực đuôi và các chất béo (gọi Elyah, tiếng Ả Rập: ألية) đã được sử dụng rộng rãi trong ẩm thực Ả Rập và Ba Tư thời trung cổ.
Các chất béo đuôi vẫn được sử dụng trong nấu ăn hiện đại, mặc dù đã có một sự suy giảm được báo cáo, với các loại chất béo và dầu đã tăng phổ biến. Cừu đuôi béo là giống cừu khỏe mạnh và thích nghi, có thể chịu được những thách thức khó khăn của cuộc sống sa mạc. Khi thức ăn dồi dào và ký sinh trùng không phải là một yếu tố quan trọng, cừu mỡ đuôi có thể lớn về quy mô và tốc độ tăng trưởng. Chất lượng thịt của các con chiên là khá tốt, với hầu hết các chất béo tập trung ở khu vực đuôi có thể chiếm tới 10 pound (4,5 kg) trọng lượng trên 60 pound (27 kg) thịt, các giống chất béo đuôi thường thấy ở Mỹ là cừu Karakul và cừu Tunis. Một tính năng đặc biệt của cừu mỡ đuôi bản địa là đáng chú ý khi cỏ mới mọc trên các đồng cỏ, tại thời điểm này chúng phát triển nhanh chóng, dễ dàng béo lên và có khả năng đặc biệt để tích trữ 4–6 kg mỡ quanh thận, mạc treo và xương đuôi, chất béo này được rút ra trong mùa đông và mùa xuân.
Các len từ giống chất béo đuôi thường thô và thường xuyên có màu sợi. Nó sẽ có giá trị giới hạn trong thị trường thương mại. Hôm nay nó được sử dụng chủ yếu cho các tấm thảm làm và ngành nghề thủ công kiểu khác. Những phụ nữ Bedouin làm thảm và chăn từ len. Một số công trình của họ có thể được mua tại các làng mạc của Ai Cập. May mặc cắt gián ở Ai Cập được thực hiện một lần hoặc hai lần một năm với cắt tay. Có một sự miễn cưỡng sử dụng kéo cắt điện vì chất lượng len và những khó khăn trong việc thay thế phụ tùng khi chúng hư hỏng hoặc bị mòn. Các chất béo từ cừu mỡ đuôi được gọi là chất béo đuôi và được sử dụng trong thực phẩm, bánh kẹo, xà phòng.

## Các giống
- Cừu Afrikaner (ở vùng châu Phi)
- Cừu Awassi ở vùng Trung Đông
- Cừu Balkhi
- Cừu đầu đen Ba Tư ở vùng Trung Đông
- Cừu Chios ở vùng Hy Lạp
- Cừu Karakul ở Mỹ
- Cừu Laticauda
- Cừu Pedi
- Cừu đỏ Maasai ở vùng Đông Phi
- Cừu Tunis
- Cừu Van Rooy
- Cừu Zulu, hay Nguni ở vùng châu Phi
- Cừu len Tân Cương